# Palazzo Melchiorri Aldobrandini
Palazzo Melchiorri Aldobrandini é um palácio maneirista localizado num quarteirão delimitado pela Via della Rotonda, Via di Sant'Eustachio e a Via della Palombella, no rione Sant'Eustachio de Roma, geminado ao Palazzo Crescenzi.

## História
Este palácio foi construído na segunda metade do século XVI pelo monsenhor Girolamo Melchiorri. Em 1866, ele foi adquirido por Camillo Aldobrandini, mas, poucos anos depois, em 1873, tornou-se propriedade da Comuna de Roma, que determinou a redução de parte da porção posterior do edifício de frente para a Via della Rotonda por ocasião das obras de alargamento da via para isolar o Panteão. O belo portal apresenta prótomos leoninos e pirâmides recortadas com bastões horizontais, o brasão dos Melchiorri. Além das janelas emolduradas ou arquitravadas, o edifício apresenta também um belo beiral com mísulas decoradas com lírios e rosetas.
Os Melchiorri, oriundos de Recanati, se tornaram nobres em 1585 depois de terem adquirido o feudo de Torrita da família Orsini, vendido aos Torlonia no século XIX.